# Martwa natura (film)
Martwa natura (mand. 三峡好人 / Sanxia haoren, dosł. tłum. Dobrzy ludzie z Trzech Przełomów) – chiński dramat filmowy z 2006 roku w reżyserii Jia Zhangkego.
Nakręcony w poetyce slow cinema obraz dołączył do zestawu filmów konkursowych na 63. MFF w Wenecji w ostatniej chwili, gdyż już w trakcie trwania imprezy. Nie przeszkodziło mu to jednak w zdobyciu Złotego Lwa, głównego festiwalowego trofeum, co stanowiło dla większości obserwatorów duże zaskoczenie.

## Fabuła
Podczas gdy miasto Fengjie przygotowuje się do zbliżającego się zatopienia w związku z budową gigantycznej Tamy Trzech Przełomów, do miejscowości przyjeżdżają osobno kobieta i mężczyzna. Ona jest pielęgniarką z Taiyuan, on - ubogim górnikiem z prowincji Shanxi. Oboje zjawiają się tu w poszukiwaniu swoich małżonków, z którymi stracili dawno kontakt. Oboje stają się również świadkami powolnego osuwania się miasta w przeszłość.

## Obsada
- Zhao Tao – Shen Hong
- Han Sanming – Sanming
- Li Zhubing – Guo Bin
- Wang Hongwei – Wang Dongming
- Ma Lizhen – Missy Ma
- Zhou Lin – brat Mark
- Luo Mingwang – brat Ma[4]

## Produkcja
Zdjęcia kręcono w dawnym mieście Fengjie w prowincji Chongqing, położonym nad rzeką Jangcy. Miejscowość uległa zatopieniu w wyniku kontrowersyjnej budowy Tamy Trzech Przełomów.